# Scaphirhynchus platorynchus
Esturgeon scaphirhynque
Espèce
Statut de conservation UICN

 VU A3d+4ac : Vulnérable
Statut CITES
Scaphirhynchus platorynchus, communément appelé Esturgeon scaphirhynque, est une espèce de poissons appartenant à l'ordre des Acipenseriformes. C'est la plus petite espèce d'esturgeon d'eau douce endémique d'Amérique du Nord. C'est aussi le plus abondant des esturgeons, et on le rencontre dans les bassins du Missouri et du Mississippi. C'est aussi le seul esturgeon pêché pour son commerce aux États-Unis.

## Description

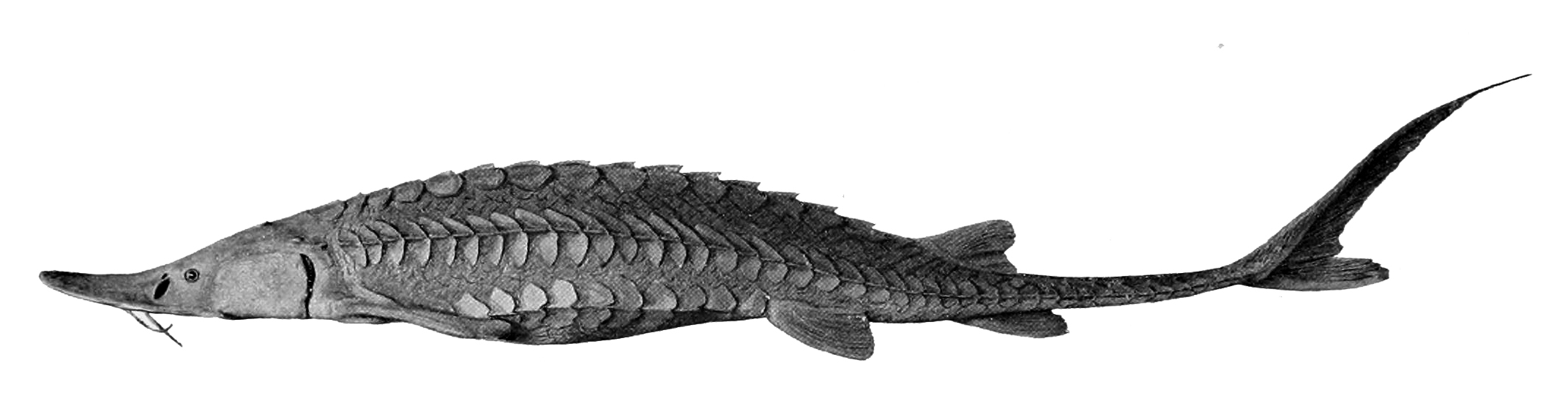
Un Esturgeon scaphirhynque.

Le nom scientifique Scaphirhynchus, vient du grec signifiant « museau en forme de bêche », et platorynchus vient également du grec et signifie « large museau ». L'Esturgeon scaphirhynque se caractérise par un long filament sur le lobe supérieur de sa nageoire caudale. Il a un rostre aplati également en forme de bêche, qui présente quatre barbillons sous sa face ventrale. Ces barbillons sont situés à équidistance entre l'ouverture de la bouche et l'extrémité du museau, à la différence de ceux du Scaphirhynque blanc. Son ventre est recouvert de plaques semblables à des écailles, une autre différence avec le Scaphirhynque blanc. Sa couleur va du brun clair au chamoisé, avec un ventre blanc.

## Distribution et habitat
L'Esturgeon scaphirhynque, comme on peut le remarquer avec son aire de répartition, n'est pas dérangé par la turbidité de l'eau. Les eaux du Missouri et du Mississippi sont en effet chargées en sédiments. On rencontre cet esturgeon dans le fond de ces fleuves, souvent dans des zones au courant rapide et avec un fond sableux ou caillouteux.

## Écologie
L'Esturgeon scaphirhynque se nourrit dans le fond de la rivière, utilisant son museau pour dénicher sa nourriture. Son alimentation est principalement composée de larves d'insectes, notamment d'éphéméroptères, de diptères et de trichoptères. L'Esturgeon scaphirhynque se nourrit également de crustacés, de vers et de petits poissons. Comme il se nourrit au fond de l'eau, c'est un hôte pour les larves de plusieurs mollusques d'eau douce comme Quadrula pustulosa, Obovaria olivaria et Lampsilis teres.